# 科埃姆
科埃姆（法語：Coësmes，法語發音：[kɔɛm]）是法国伊勒-维莱讷省的一个市镇，位于该省东南部，属于富热尔-维特雷区。

## 地理
科埃姆（47°52'59"N, 1°26'27"W）面积23.24 平方千米，位于法国布列塔尼大區伊勒-维莱讷省，该省份为法国西北部沿海省份，位于布列塔尼半岛东部，北濒大西洋，西接阿摩尔滨海省和莫尔比昂省，南至大西洋卢瓦尔省，西南端接曼恩-卢瓦尔省，东临马耶讷省，东北与芒什省接壤。
与科埃姆接壤的市镇（或旧市镇、城区）包括：拉库耶尔、马蒂涅费绍、勒捷、圣科隆布、布列塔尼地区勒泰伊、图里。

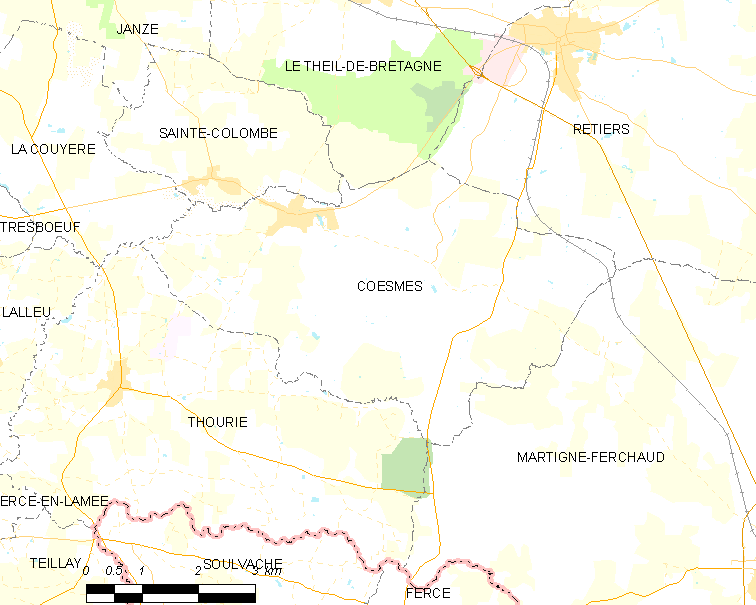
科埃姆的OSM定位图

科埃姆的时区为UTC+01:00、UTC+02:00（夏令时）。

## 行政
科埃姆的邮政编码为35134，INSEE市镇编码为35082。

## 政治
科埃姆所属的省级选区为布列塔尼地区拉盖尔什县。

## 人口

1962-2008年间科埃姆人口变化图示

科埃姆于2022年1月1日时的人口数量为1435人。

## 交通
伊勒-维莱讷省省道D46线、D47线、D99线在镇中心交汇，D107线经过东部境内。